# South China AA
South China AA (South China Athletic Association), är ett professionellt fotbollslag i Hongkong. Det är Hongkongs mest framgångsrika lag med 39 ligatitlar.
Klubben grundades 1904 som Chinese Football Team men tog 1910 namnet South China Football Club. 1920 tog man namnet South China Athletic Association. 1924 blev man för första gången mästare i Hongkong.